# Sound + Vision
Sound + Vision is een compilatiealbum van de Britse muzikant David Bowie, uitgebracht in 1989 en heruitgebracht in 2003. Aan het eind van de jaren '80 verkreeg Bowie de rechten tot zijn catalogus tot en met 1983, oorspronkelijk eigendom van zijn voormalige platenlabel RCA Records. In april 1990 was het album 200.000 keer verkocht, wat voor een album van 50 tot 60 dollar als "fenomenaal" werd gezien.
Het album werd uitgebracht als voorloper op de heruitgaven van alle studioalbums van Bowie tussen 1969 en 1980. Op het album staan een aantal grote hits, maar bevat vooral demo's, live-versies, alternatieve versies van nummers en enkele nummers die nooit eerder waren uitgebracht. Op de 32e Grammy Awards won het album de award voor Best Album Package (Beste hoesontwerp).

## Tracklist
- Alle nummers geschreven door Bowie, tenzij anders genoteerd.

### 1989
CD1
1. "Space Oddity" (demo) – 5:09
2. "Wild Eyed Boy from Freecloud" (singleversie) – 4:50
3. "The Prettiest Star" (Marc Bolan mono singleversie) – 3:11
4. "London Bye Ta Ta" (monoversie) – 2:35
5. "Black Country Rock" – 3:33
6. "The Man Who Sold the World" – 3:56
7. "The Bewlay Brothers" – 5:22
8. "Changes" – 3:35
9. "Round and Round" (cover van Chuck Berry's "Around and Around") (Chuck Berry) – 2:41
10. "Moonage Daydream" – 4:39
11. "John, I'm Only Dancing" (saxversie) – 2:43
12. "Drive-In Saturday" – 4:30
13. "Panic in Detroit" – 4:25
14. "Ziggy Stardust" (live) – 3:16
15. "White Light/White Heat" (live) (Lou Reed) – 3:57
16. "Rock 'n' Roll Suicide" (live) – 4:30

CD2
1. "Anyway, Anyhow, Anywhere" (Roger Daltrey/Pete Townshend) – 3:08
2. "Sorrow" (Bob Feldman/Jerry Goldstein/Richard Gottehrer) – 2:53
3. "Don't Bring Me Down" (Johnnie Dee) – 2:05
4. "1984/Dodo" – 5:29
5. "Big Brother" – 3:21
6. "Rebel Rebel" (U.S. singleversie) – 3:01
7. "Suffragette City" (live) – 3:50
8. "Watch That Man" (live) – 5:07
9. "Cracked Actor" (live) – 3:30
10. "Young Americans" – 5:12
11. "Fascination" (alternative mix) (Bowie/Luther Vandross) – 5:45
12. "After Today" – 3:50
13. "It's Hard to Be a Saint in the City" (Bruce Springsteen) – 3:49
14. "TVC 15" – 5:31
15. "Wild Is the Wind" (Dmitri Tjomkin/Ned Washington) – 5:58

CD3
1. "Sound and Vision" – 3:05
2. "Be My Wife" – 2:57
3. "Speed of Life" – 2:47
4. "Helden" (Duitse versie van Heroes) (Bowie/Brian Eno) – 3:39
5. "Joe the Lion" – 3:07
6. "Sons of the Silent Age" – 3:19
7. "Station to Station" (live) – 8:50
8. "Warszawa" (live) (Bowie/Eno) – 6:52
9. "Breaking Glass" (live) (Bowie/Dennis Davis/George Murray) – 6:52
10. "Red Sails" (Bowie/Eno) – 3:45
11. "Look Back in Anger" (Bowie/Eno) – 3:07
12. "Boys Keep Swinging" (Bowie/Eno) – 3:18
13. "Up the Hill Backwards" – 3:15
14. "Kingdom Come" (Tom Verlaine) – 3:44
15. "Ashes to Ashes" – 4:23

### 2003
CD1
1. "Space Oddity" (demo) – 5:09
2. "Wild Eyed Boy from Freecloud" (met gesproken intro) – 4:50
3. "The Prettiest Star" (Marc Bolan mono singleversie) – 3:11
4. "London Bye Ta Ta" (stereoversie) – 2:35
5. "Black Country Rock" – 3:33
6. "The Man Who Sold the World" – 3:56
7. "The Bewlay Brothers" – 5:22
8. "Changes" – 3:35
9. "Round and Round" (alternatieve zang) (Berry) – 2:41
10. "Moonage Daydream" – 4:39
11. "John, I'm Only Dancing" (saxversie) – 2:43
12. "Drive-In Saturday" – 4:30
13. "Panic in Detroit" – 4:25
14. "Ziggy Stardust" (live) – 3:16
15. "White Light/White Heat" (live) (Reed) – 3:57
16. "Rock 'n' Roll Suicide" (live) – 4:30
17. "Anyway, Anyhow, Anywhere" (Daltrey/Townshend) – 3:08
18. "Sorrow" (Feldman/Goldstein/Gottehrer) – 2:53
19. "Don't Bring Me Down" (Dee) – 2:05

CD2
1. "1984/Dodo" – 5:29
2. "Big Brother" – 3:21
3. "Rebel Rebel" (U.S. singleversie) – 3:01
4. "Suffragette City" (live) – 3:50
5. "Watch That Man" (live) – 5:07
6. "Cracked Actor" (live) – 3:30
7. "Young Americans" – 5:12
8. "Fascination" (Bowie/Vandross) – 5:45
9. "After Today" – 3:50
10. "It's Hard to Be a Saint in the City" (Springsteen) – 3:49
11. "TVC 15" – 5:31
12. "Wild Is the Wind" (Tjomkin/Washington) – 5:58
13. "Sound and Vision" – 3:05
14. "Be My Wife" – 2:57
15. "Speed of Life" – 2:47
16. ""Helden"" (Duitse versie van "Heroes") (Bowie/Eno) – 3:39
17. "Joe the Lion" – 3:07
18. "Sons of the Silent Age" – 3:19

CD3
1. "Station to Station" (live) – 8:50
2. "Warszawa" (live) (Bowie/Eno) – 6:52
3. "Breaking Glass" (live) (Bowie/Davis/Murray) – 6:52
4. "Red Sails" (Bowie/Eno) – 3:45
5. "Look Back in Anger" (Bowie/Eno) – 3:07
6. "Boys Keep Swinging" (Bowie/Eno) – 3:18
7. "Up the Hill Backwards" – 3:15
8. "Kingdom Come" (Tom Verlaine) – 3:44
9. "Ashes to Ashes" – 4:23
10. "Baal's Hymn" (Kurt Weill) – 4:00
11. "The Drowned Girl" (Bertolt Brecht/Weill) – 2:24
12. "Cat People (Putting Out Fire)" (met Giorgio Moroder) (Bowie/Giorgio Moroder) – 6:41
13. "China Girl" (Bowie/Iggy Pop) – 5:32
14. "Ricochet" – 5:14
15. "Modern Love" (live) – 3:43
16. "Loving the Alien" – 7:10
17. "Dancing with the Big Boys" (Bowie/Pop/Carlos Alomar) – 3:34

CD4
1. "Blue Jean" – 3:10
2. "Time Will Crawl" – 4:18
3. "Baby Can Dane" (als Tin Machine) – 4:57
4. "Amazing" (als Tin Machine) (Bowie/Reeves Gabrels) – 3:04
5. "I Can't Read" (als Tin Machine) (Bowie/Gabrels) – 4:54
6. "Shopping for Girls" (als Tin Machine) (Bowie/Gabrels) – 3:44
7. "Goodbye Mr. Ed" (als Tin Machine) (Bowie/Tony Sales/Hunt Sales) – 3:24
8. "Amlapura" (als Tin Machine) (Bowie/Gabrels) – 3:46
9. "You've Been Around" (Bowie/Gabrels) – 4:45
10. "Nite Flights" (Moodswings Back to Basics remix radio edit) (N. Scott Engel) – 4:35
11. "Pallas Athena" (Gone Midnight mix) – 4:21
12. "Jump They Say" – 4:22
13. "The Buddha of Suburbia" – 4:28
14. "Dead Against It" – 5:48
15. "South Horizon" – 5:26
16. "Pallas Athena" (live als Tao Jones Index) – 8:18